# Okeniet
Het mineraal okeniet is een calcium-silicaat met de chemische formule CaSi2O5 · 2 H2O. Het wordt meestal gevonden als een witte tot lichtgele bolvormige kristallengroep in een geode van basalt. De bol bestaat uit lange, dunne, buigzame kristallen (capillaire tot aciculaire habitus), die erg dun en kwetsbaar zijn.

## Naamgeving
Okeniet is vernoemd naar de Duitse wetenschapper Lorenz Ocken (1779-1851). Het eerste exemplaar van okeniet werd gevonden in 1828 in Groenland.

## Eigenschappen
Het mineraal okeniet is meestal wit of lichtgeel van kleur. Het heeft een dichtheid van 2,33 g/cm³ en een hardheid tussen 4,5 en 5 op de schaal van Mohs. Het kristalstelsel is triklien.

## Voorkomen
Okeniet wordt vaak gevonden in combinatie met apofylliet, gyroliet, prehniet, chalcedoon en verschillende zeolieten. Het wordt aangetroffen in Azerbeidzjan, India, Nieuw-Zeeland, Chili, Ierland en op de Faeröer.